# Yavuz Çetin
Yavuz Çetin (Samsun, 25 settembre 1970 – Istanbul, 15 agosto 2001) è stato un chitarrista e cantante turco.
Il padre Erdan Çetin, è un giornalista, e questo fa sì che Yavuz trascorra la sua infanzia in differenti zone del paese.
All'età di 14 anni comincia a prendere lezioni di chitarra blues e rock da Ahmet Kanneci. Nel 1985 comincia a suonare la chitarra acustica e poco dopo avviene l'incontro con la chitarra elettrica.
Si diploma presso il liceo di Haydarpasa, a Istanbul. Con il compagno di liceo Ercan Saatçi vince il premio della rivista Hey, con un pezzo intitolato I Will Cry. Supera gli esami per iscriversi alla facoltà di musica della Università di Marmara a Istanbul.
Tra gli anni ottanta e novanta suona nel locale Beyaz Ev (Casa Bianca) di Bodrum.
Nel 1991 forma un gruppo chiamato Blue Blues Band insieme a Batu Mutlugil, Kerim Çapli e Sunay Özgür e dal 1996 fino alla sua morte suona la chitarra nel gruppo Mazhar Fuat Özkan, con cui fa parecchi tour e concerti. Collabora ad alcuni album di artisti come Teoman, Kiraç, Sibel Tüzün, Soner Arica, Göksel e Acil Servis.
Nel pezzo dei Göksel, Sabir, è il primo chitarrista turco ad utilizzare il talk box.
Collabora a vari spot pubblicitari, compreso quello della Coca Cola ed il suo pezzo Dünya viene scelto come parte della colonna sonora del film Propaganda di Erkan Oğur.
Nel 1997 pubblica il suo primo album İlk..., prodotto da Ercan Saatçi. A causa di una cattiva promozione, l'album non riesce a riscuotere il successo di pubblico sperato. In seguito ad un periodo di depressione e alla sua difficoltà nel sopportare i ritmi frenetici della città, il 15 agosto 2001 prende la decisione di suicidarsi gettandosi dal ponte sul Bosforo.
Dopo la sua morte, viene pubblicato l'album Satılık comprendente le registrazioni completate da Yavuz negli ultimi giorni di vita.
Suo figlio, Yavuzcan, vive ad Istanbul con la madre e partecipa come ospite a serate di tributo al padre organizzate in locali della città.
Yavuz Çetin è oggi oggetto di culto in patria da parte degli amanti del blues e della musica in generale.

## Discografia
- 1997 - İlk... (Stop Productions)
- 2001 - Satılık (Tmc Müzik)